# Schengenski prostor
██ Schengenski prostor
██ zemlje s otvorenim granicama prema Schengenskom prostoru (Monako, San Marino, Andora i Vatikan)
██ zemlja kandidat (Cipar)
Schengenski prostor obuhvaća teritorije 29 europskih zemalja koje su usvojile Schengenski sporazum potpisan 1985. u Schengenu u Luksemburgu. Schengenski prostor u mnogočemu funkcionira kao područje jedne države, s tradicionalnim kontrolama za one koji ulaze i izlaze iz područja, ali bez unutarnjih graničnih kontrola. Zemlje članice provode zajednički vizni sustav.
Schengenske odredbe dio europskog prava postale su ugovorom iz Amsterdama iz 1999. godine, no prostoru službeno pripadaju i četiri države koje nisu u Europskoj uniji: Island, Lihtenštajn, Norveška i Švicarska. Područje trenutačno obuhvaća populaciju od više od 423 milijuna stanovnika te površinu od 4 368 693 km2.
Cipar se, kao član Europske unije, također obvezao na ulazak u Schengenski prostor. Prije pune implementacije schengenskih pravila svaka zemlja mora ispuniti potrebne uvjete u četiri područja: zračne granice, vize, policijska suradnja i zaštita osobnih podataka. Međutim, Cipru problem predstavlja spor sa Sjevernim Ciprom.
Europska migracijska kriza 2015. odgodila je proširenje Schengenskoga prostora na Bugarsku, Hrvatsku i Rumunjsku. Hrvatska je ušla u Schengenski prostor 8. prosinca 2022. godine, a punopravnom članicom postala je 1. siječnja 2023. godine.
Bugarska i Rumunjska djelomično su primljene u Schengen 31. ožujka 2024. te su dijelom istoga u potpunosti postale 1. siječnja 2025. godine.
Europski sustav putnih informacija i autorizacije (ETIAS) planirani je elektronički sustav autorizacije Europske unije za posjetitelje oslobođene od vize koji putuju u Schengenski prostor (uključujući zemlje EFTA-e), kao i na Cipar.